# Patellapis pastinella
Patellapis pastinella är en biart som först beskrevs av Cockerell 1939.  Patellapis pastinella ingår i släktet Patellapis och familjen vägbin. Inga underarter finns listade i Catalogue of Life.